# Fabian Rieder
Fabian Rieder (Berna, 16 de febrero de 2002) es un futbolista suizo. Su posición es la de mediocampista y su club es el Stade Rennes F. C. de la Ligue 1.

## Trayectoria

### BSC Young Boys
Llegó a las categorías inferiores del BSC Young Boys en el año 2017. Su debut con el primer equipo fue el 17 de octubre de 2020 en un partido de liga ante el Servette F. C. arrancando como titular y saliendo de cambio al 87', su equipo terminaría empatando el encuentro a cero. En total participó en 122 partidos, en los que anotó 15 goles y dio 24 asistencias. En el último ayudó al equipo a clasificarse para la fase de grupos de la Liga de Campeones de la UEFA 2023-24 antes de ser traspasado al Stade Rennais F. C. En su primer año en Francia disputó 21 encuentros y de cara la temporada 2024-25 fue prestado al VfB Stuttgart.

## Selección nacional

### Categorías inferiores
Ha sido convocado para las categorías sub-15, sub-16, sub-17, sub-19, sub-20 y sub-21 de Suiza.
El 15 de junio de 2023 fue incluido en la lista de 23 jugadores que disputarían la Eurocopa Sub-21.

#### Participaciones en selección nacional
| Torneo                  | Categoría | Sede       | Resultado              | Partidos | Goles |
| ----------------------- | --------- | ---------- | ---------------------- | -------- | ----- |
| Campeonato Europeo 2018 | Sub-17    | Inglaterra | Primera fase           | 2        | 0     |
| Eurocopa 2021           | Sub-21    | Hungría    | Primera fase           | 1        | 0     |
| Eurocopa 2023           | Sub-21    | Georgia    | En disputa[actualizar] | 2        | 0     |

### Absoluta
El 9 de noviembre de 2022 fue incluido en la lista de 26 jugadores que participarían la Copa Mundial de Fútbol de 2022 en Catar. Hizo su debut con la absoluta en el partido de la fase de grupos ante Camerún.

#### Participaciones en Copas del Mundo
| Mundial      | Sede  | Resultado        | Partidos | Goles |
| ------------ | ----- | ---------------- | -------- | ----- |
| Mundial 2022 | Catar | Octavos de final | 2        | 0     |

#### Participaciones en Eurocopas
| Copa          | Sede     | Resultado        | Partidos | Goles |
| ------------- | -------- | ---------------- | -------- | ----- |
| Eurocopa 2024 | Alemania | Cuartos de final | 5        | 0     |

## Estadísticas

### Clubes
Actualizado al último partido jugado el 25 de abril de 2025.
| Club                       | Div.          | Temporada     | Liga  | Liga  | Copas nacionales | Copas nacionales | Copas internacionales | Copas internacionales | Total | Total |
| Club                       | Div.          | Temporada     | Part. | Goles | Part.            | Goles            | Part.                 | Goles                 | Part. | Goles |
| -------------------------- | ------------- | ------------- | ----- | ----- | ---------------- | ---------------- | --------------------- | --------------------- | ----- | ----- |
| BSC Young Boys · Suiza     | 1.ª           | 2020-21       | 23    | 0     | -                | -                | 8                     | 0                     | 31    | 0     |
| BSC Young Boys · Suiza     | 1.ª           | 2021-22       | 30    | 2     | 3                | 2                | 9                     | 1                     | 42    | 5     |
| BSC Young Boys · Suiza     | 1.ª           | 2022-23       | 33    | 7     | 5                | 2                | 5                     | 0                     | 43    | 9     |
| BSC Young Boys · Suiza     | 1.ª           | 2023-24       | 3     | 1     | 1                | 0                | 2                     | 0                     | 6     | 1     |
| BSC Young Boys · Suiza     | Total club    | Total club    | 89    | 10    | 9                | 4                | 24                    | 1                     | 122   | 15    |
| Stade Rennes F. C. Francia | 1.ª           | 2023-24       | 15    | 1     | 2                | 0                | 4                     | 2                     | 21    | 3     |
| Stade Rennes F. C. Francia | Total club    | Total club    | 15    | 1     | 2                | 0                | 4                     | 2                     | 21    | 3     |
| VfB Stuttgart · Alemania   | 1.ª           | 2024-25       | 21    | 1     | 4                | 0                | 8                     | 1                     | 33    | 2     |
| VfB Stuttgart · Alemania   | Total club    | Total club    | 21    | 1     | 4                | 0                | 8                     | 1                     | 33    | 2     |
| Total carrera              | Total carrera | Total carrera | 125   | 12    | 15               | 4                | 36                    | 4                     | 176   | 20    |

## Palmarés

### Títulos nacionales
| Título             | Club                | País     | Año     |
| ------------------ | ------------------- | -------- | ------- |
| Superliga de Suiza | B. S. C. Young Boys | Suiza    | 2020-21 |
| Superliga de Suiza | B. S. C. Young Boys | Suiza    | 2022-23 |
| Copa de Suiza      | B. S. C. Young Boys | Suiza    | 2022-23 |
| Copa de Alemania   | VfB Stuttgart       | Alemania | 2024-25 |